# Sông Angara
Sông Angara (tiếng Buryat: Ангар, Angar, lit. "kẽ nứt"; tiếng Nga: Ангара́, Angará) là một con sông dài 1.779 km (1.105 dặm) chảy trong tỉnh Irkutsk và Krasnoyarsk krai ở miền đông nam Siberia, Nga. Nó là con sông duy nhất chảy ra từ hồ Baikal, và là chi lưu nhiều nước nhất bên hữu ngạn của sông Enisei.
Lưu lượng trung bình năm tại đầu nguồn sông này là 1.940 m³/s, tại cửa sông là 5.100 m³/s. Vận tốc dòng chảy ở đầu nguồn khoảng 5–8 km/h. Sông Angara chảy từ hồ Baikal và vì thế đầu nguồn của nó là rộng nhất trong số các đầu nguồn của các con sông trên thế giới. Nó rộng 863 m, độ sâu tối đa 4–6 m, tối thiểu 0,5-0,7 m.
Các sông nhánh chính là: sông Irkut, sông Belaya, sông Oka, sông Taseeva - ở bên tả ngạn, sông Ilim – bên hữu ngạn. Giao thông thủy từ đầu nguồn (với các gián đoạn tại các đập nước của các nhà máy điện). Trên sông này hiện có 3 nhà máy điện là Irkutskaya, Bratskaya, Ust-Ilimskaya.

## Tên gọi
Angara trong tiếng Buryat có nghĩa là "mở ra", "lộ ra", "khe nứt", "khe hẻm", "lỗ hõm". Và sông Angara khi nhìn từ đầu nguồn của nó, trông giống như một cái miệng mở ra để không ngừng nuốt nước của hồ Baikal. Tên gọi Angara trong các tài liệu lịch sử Nga lần đầu tiên được nhắc tới trong thế kỷ 13 dưới tên gọi Ankara-Muren.

## Đầu nguồn
Đầu nguồn sông Angara đặc biệt không bình thường về mùa đông. Phần này của con sông bốc hơi suốt cả mùa đông, được trang điểm thêm bằng những cánh rừng đầy tuyết phủ ven sông. Lý do là nước chảy từ hồ Baikal vào sông Angara là lớp nước tương đối ấm ở một độ sâu nhất định chứ không phải lớp nước bề mặt vì thế nhiệt độ của nó luôn là trên 0°С và do dòng chảy nhanh nên phần đầu nguồn sông Angara không bị đóng băng kể cả trong những ngày thời tiết lạnh giá nhất của mùa đông. Đây là điểm trú đông cố định duy nhất của một số loài chim bơi lội tại khu vực miền bắc châu Á. Trong số các loài chim di trú tại đây có le le đen trắng (Bucephala spp.), vịt hoang (Mergus spp.), vịt đuôi dài (Clangula hyemalis). Chúng di cư tới đây vào tháng 11.

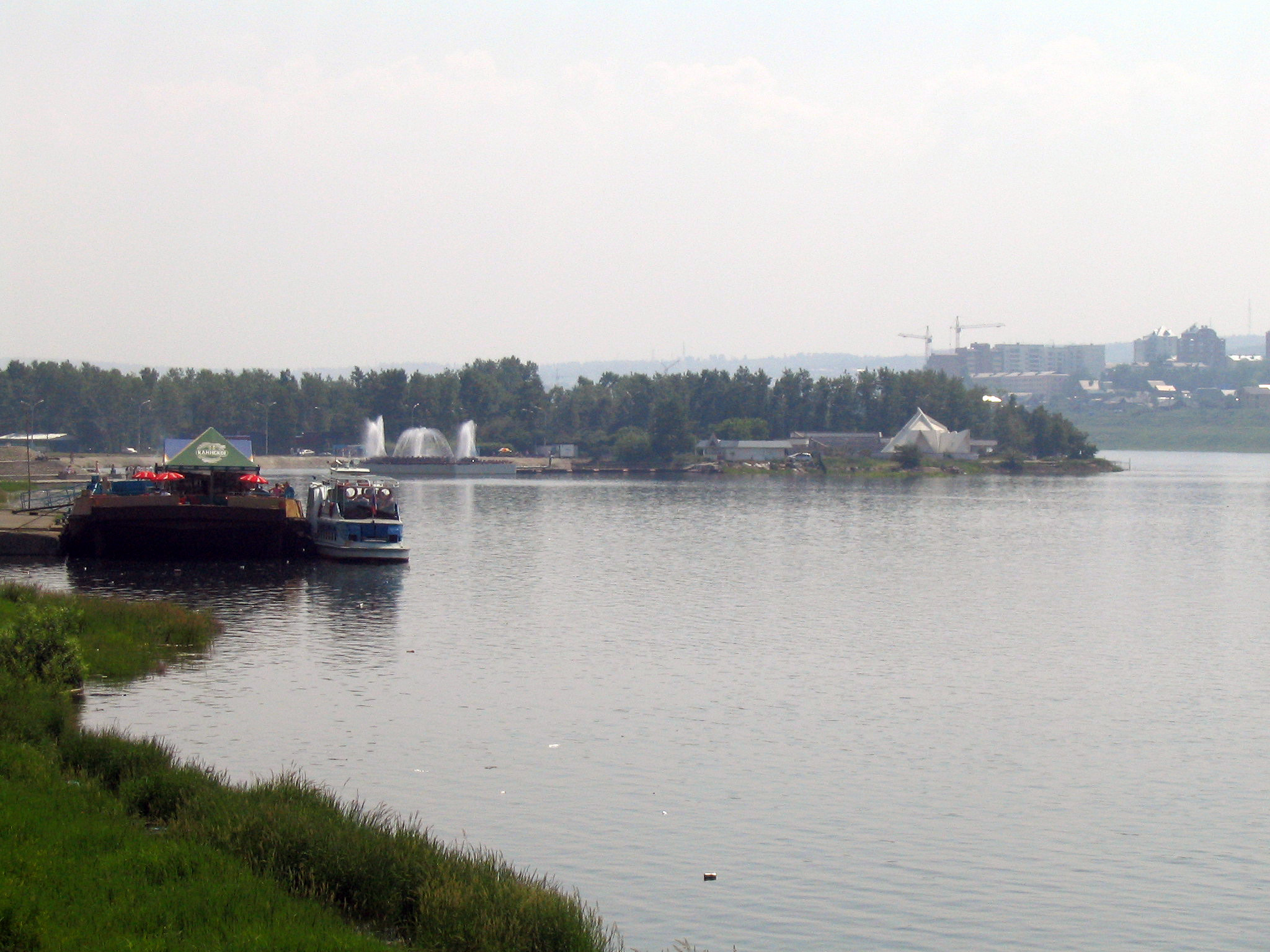
Sông Angara tại Irkutsk

Kể từ năm 1956, sau khi người ta tạo ra hồ chứa nước của nhà máy thủy điện Irkutskaya làm dòng chảy chậm lại thì kích thước của lỗ nước trên băng tại đầu nguồn sông Angara đã giảm từ 10–15 km xuống còn 3–4 km. Do sự suy giảm kích thước này cùng với sự tăng lên của độ sâu lòng sông làm cho số lượng chim di trú giảm từ vài chục nghìn con xuống chỉ còn khoảng 2-3,5 nghìn.
Các vùng nước nông ven bờ phần đầu nguồn là nơi cung cấp thức ăn cho các loài chim di trú. Mỗi buổi chiều chúng bay đi nghỉ ngơi tại các tảng băng trên hồ Baikal còn ban ngày thì chúng bơi lội trong vùng lỗ nước trên băng.
Ở giữa đầu nguồn của sông Angara là tảng đá Shaman, đáng chú ý vì được lưu truyền trong các truyền thuyết của người dân sống quanh sông này. Theo một trong các truyền thuyết thì ông bố Baikal bực bội vì cô con gái Angara đã bỏ nhà ra đi với người tình là Enisei mà không được phép của ông nên đã ném hòn đá theo cô con gái.
Thời cổ đại, cư dân sống ven sông Angara đã coi tảng đá Shaman này có sức mạnh siêu nhiên. Theo tín ngưỡng cổ, đây là nơi ở của thần sông Angara là Ama Sagaan noiona. Trên tảng đá Shaman này đã diễn ra những nghi lễ đặc biệt quan trọng của người Shaman, ở đây người ta tuyên thề và cầu xin. Cũng tại đây vào ban đêm người ta dẫn giải kẻ phạm tội và bỏ kẻ đó lại một mình trên dòng nước lạnh lẽo của con sông. Nếu đến sáng mà nước không cuốn trôi kẻ đó đi và người này cũng không chết vì sợ hãi hay giá lạnh thì người ta sẽ tha thứ cho hắn.

## Thủy điện
Sông Angara có một tiềm năng lớn về thủy điện và trên thực tế là một trong những nguồn lớn nhất trên thế giới về thủy điện. Tại đây có một chuỗi gồm 4 đập thủy điện (theo trật tự sơn văn học) là: Irkutskaya, Bratskaya, Ust-Ilimskaya, Boguchanskaya (việc xây dựng đập cuối cùng này đang diễn ra vào năm 2007).
Nhà máy thủy điện Bratskaya là một trong những nhà máy diện lớn nhất thế giới với công suất khoảng 4.500 MW, còn hồ chứa nước nhân tạo của nó (hồ chứa nước Bratsk) là hồ nhân tạo lớn nhất trên thế giới. Đập ngăn nước của nhà máy điện này cao 160 m. Nhà máy thủy điện Irkutskaya có công suất 660 MW.